# 古田昌幸
古田 昌幸（ふるた まさゆき、1933年9月30日 - 1999年7月30日）は、熊本県熊本市出身の野球選手（内野手）・監督。
社会人野球の熊谷組で選手・選手兼任監督として活躍。「ミスター都市対抗」と呼ばれた。

## 経歴・人物
九州学院高校では1951年春季九州大会県予選準決勝に進むが、熊本農に敗退。立教大学に進学。東京六大学野球リーグでは、1953年春季リーグでエース小島訓一（のち東京ガス）を擁し優勝を経験。同年の全日本大学野球選手権大会も、決勝で穴吹義雄らのいた中大を降し初優勝を飾るが、その後は明大、早大の二強時代となり優勝には届かなかった。リーグ通算89試合に出場し、320打数70安打、打率.219、0本塁打、26打点。大学同期に保坂幸永、大沢昌芳、1年下に東実、堀本律雄、矢頭高雄、2年下には後に「立教三羽烏」と呼ばれる長嶋茂雄、杉浦忠、本屋敷錦吾がいた。
大学卒業後は熊谷組に入社し、二塁手として活躍。1956年から13年連続で都市対抗野球大会に出場し、3度の優勝に貢献。1957年にアメリカで開催された第3回世界野球大会に日本代表として出場し、決勝のカナダ戦で同点の延長13回表に決勝点となる適時打を打ち日本の初優勝に貢献した。1959年の第3回アジア野球選手権大会でも日本代表に選出され、日本の優勝に貢献。1960年9月には全日本社会人野球選抜チームの一員としてハワイに遠征。
1966年の第37回都市対抗野球大会ではプレイングマネージャーとして活躍。東芝との準々決勝では古田自身が10回裏に逆転サヨナラ3ラン本塁打を放つ 。準決勝では日本石油の平松政次の好投に苦しむが9回裏逆転サヨナラ勝ち。決勝では住友金属の神部年男（富士製鐵広畑から補強）を打ち込み10回裏サヨナラ勝ちという劇的な優勝を飾る。古田はこの大会の橋戸賞を受賞し、また10年連続出場表彰を受ける。都市対抗野球大会の出場は通算16回で、うち10回は監督兼任であった。
1975年にはインターコンチネンタルカップ、1976年にはアマチュア野球世界選手権日本代表監督をつとめる。
晩年は日本野球連盟理事等を歴任した。1999年7月30日に心不全で死去。
2010年に特別表彰で野球殿堂入りを果たした。同年8月27日の第81回都市対抗野球大会開会式（東京ドーム）で立教大学の同級生であった大沢啓二立ち会いの下、古田の殿堂表彰式が執り行われた。